# Henry Petty-Fitzmaurice, 3:e markis av Lansdowne
Henry Petty-Fitzmaurice, 3:e markis av Lansdowne, född den 2 juli 1780 i London, död den 31 januari 1863 på Bowood House i Wiltshire, var en brittisk statsman, yngre son till William Petty, 1:e markis av Lansdowne, far till Henry Petty-Fitzmaurice, 4:e markis av Lansdowne.
Lansdowne valdes 1802 till medlem av underhuset (han hette då lord Henry Petty) och blev i januari 1806 vid föga mer än 25 års ålder skattkammarkansler i "alla talangernas ministär" (under Grenville och Fox), med vilken han avgick i mars 1807. I underhusets whisopposition var han sedan på god väg att förvärva en ledande ställning, då han 1809 efter sin halvbrors död fick säte i överhuset, till vars talangfullaste förfäktare av liberala grundsatser han sedan räknades. 
Lansdowne uppträdde bland annat för slaveriets avskaffande, katolikernas emancipation, frihandelsvänlig ekonomisk politik och undsättningsåtgärder för de utarmade arrendatorerna på Irland. År 1827 var Lansdowne synnerligen verksam för tillkomsten av Cannings förbund med de moderatliberala, inträdde i ministären som inrikesminister och kvarstod som sådan även i Goderichs kortlivade ministär (till januari 1828), varunder han inlade stor förtjänst om kriminallagstiftningens förbättrande. 
Lansdowne satt sedermera som lordpresident i Greys reformministär (1830–1834), i Melbournes båda ministärer (1834 och 1835–1841) och i Russells ministär (1846–1852). Efter det korta konservativa mellanspelet med Derbys första minstär inträdde han utan särskilt ämbete i kabinettet under Aberdeen (1852–1855) och kvarstod även under Palmerston (1855–1858). 
Såväl vid representationsreformens genomförande som vid spannmålslagarnas upphävande var hans stora personliga inflytande i överhuset av mycket stort värde för regeringen. Lansdowne var enligt egen utsago "en mycket moderat whig" med skarp blick för nödvändigheten av liberala reformer; vid flera tillfällen (1830, 1852, 1855) var han erbjuden premiärministerposten, men avböjde såväl den som en 1857 erbjuden hertigtitel.